# Refúgio do Couvercle
O refúgio do Couvercle é um refúgio de montanha que fica a 2687 m de altitude no departamento francês da Alta-Saboia, no maciço do Monte Branco, e faz parte dos geridos pelo Clube alpino francês. Como se vê na imagem, o seu nome provem da tampa (couvercle em francês) que o cobre e que antigamente servia de bivouac quando ainda não existia o refúgio,

## Acesso
Para se aceder ao refúgio é preciso tomar o caminho de ferro do Montenvers a partir de Chamonix-Mont-Blanc e tomar o Mar de Gelo.

## Características
- Altitude: 2771 m
- Capacidade: 150 lugares durante a estação alpina, e 22 lugares de inverno sem o guarda.

Este refúgio apresenta uma visão a 360º sobre o maciço do Monte Branco.

## Ascensões

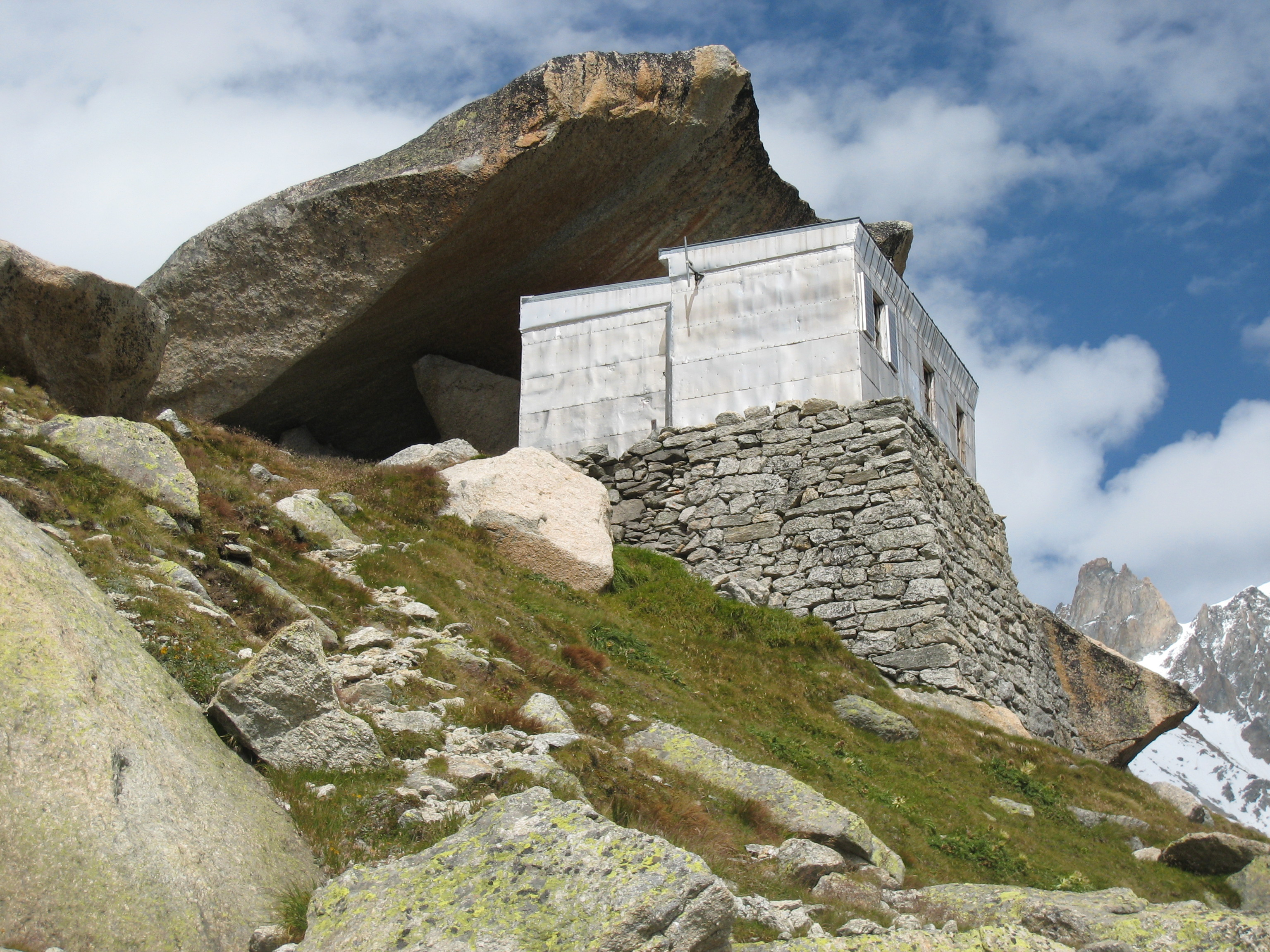

O refúgio é o ponto de partida ideal, um clássico, para se fazer a Aiguille d'Argentière e depois o glaciar de Milieu, o "Couloir en Y" , a aresta da Flecha Rousse.